# Istanbul Cup 2015
L'Istanbul Cup 2015, anche conosciuto come TEB BNP Paribas İstanbul Cup per motivi di sponsorizzazione, è stato un torneo di tennis giocato sul cemento. È stata la 8ª edizione dell'Istanbul Cup, che fa parte della categoria International nell'ambito del WTA Tour 2015. Si è giocato a Istanbul in Turchia, dal 20 al 26 luglio 2015.

## Partecipanti

### Teste di serie
| Nazionalità | Giocatrice               | Ranking* | Testa di serie |
| ----------- | ------------------------ | -------- | -------------- |
| Stati Uniti | Venus Williams           | 15       | 1              |
| Ucraina     | Elina Svitolina          | 17       | 2              |
| Serbia      | Jelena Janković          | 25       | 3              |
| Francia     | Alizé Cornet             | 28       | 4              |
| Italia      | Camila Giorgi            | 31       | 5              |
| Russia      | Dar'ja Gavrilova         | 39       | 6              |
| Russia      | Anastasija Pavljučenkova | 40       | 7              |
| Bulgaria    | Cvetana Pironkova        | 42       | 8              |

- Ranking al 13 luglio 2015.

### Altre partecipanti
Giocatrici che hanno ricevuto una wild card:
- Çağla Büyükakçay
- Alizé Cornet
- İpek Soylu

Giocatrici passati dalle qualificazioni:

- Aleksandra Panova
- Ol'ga Savčuk
- Margarita Gasparjan
- Kateryna Bondarenko
- Anna Tatišvili
- Jeļena Ostapenko

## Campionesse

### Singolare
Lesja Curenko ha sconfitto in finale  Urszula Radwańska con il punteggio di 7-5, 6-1.
- È il primo titolo in carriera per la Tsurenko.

### Doppio
Dar'ja Gavrilova /  Elina Svitolina hanno sconfitto in finale  Çağla Büyükakçay /  Jelena Janković con il punteggio di 5–7, 6–1, [10–4].